# Bloodletting (álbum)
Bloodletting es el undécimo álbum de estudio de la banda de thrash metal estadounidense Overkill, publicado el 24 de octubre de 2000 por el sello Metal-Is. Vendió alrededor de 2500 copias en su primera semana de lanzamiento en los Estados Unidos.

## Lista de canciones
Todas escritas por D.D. Verni y Bobby "Blitz" Ellsworth
1. «Thunderhead» – 5:39
2. «Bleed Me» – 4:30
3. «What I'm Missin'» – 4:36
4. «Death Comes Out to Play» – 5:02
5. «Let It Burn» – 5:18
6. «I, Hurricane» – 5:04
7. «Left Hand Man» – 6:10
8. «Blown Away» – 6:43
9. «My Name Is Pain» – 4:17
10. «Can't Kill a Dead Man» – 4:05

## Créditos
- D.D. Verni – Bajo
- Bobby "Blitz" Ellsworth – Voz
- Tim Mallare – Batería
- Dave Linsk – Guitarra